# Speak Now (canção)
"Speak Now" é uma canção do gênero country pop gravada pela cantora e compositora estadunidense Taylor Swift, e lançada como single promocional para a divulgação do álbum de mesmo nome, tendo sido liberada para download digital pago pela Big Machine Records em 5 de outubro de 2010, como parte do projeto Countdown to Speak Now. Escrita por Swift e produzida pela mesma em parceria com Nathan Chapman, a canção teve seu conteúdo lírico baseado em uma história contada a intérprete por uma de suas melhores amigas, que revelou-lhe que o garoto por quem era apaixonada desde a infância estava prestes a casar-se com outra mulher.
Após o lançamento, Speak Now foi recebida de forma extremamente positiva pela crítica, que chegou a definí-la como "a melhor canção de Swift já lançada". No campo comercial, o single promocional também obteve êxito, conquistando uma estreia na 8ª colocação da Billboard Hot 100 e vendendo mais de 217 mil unidades digitais em sua primeira semana de distribuição, o que conferiu a cantora o maior número de estreias entre as dez primeiras posições da parada, superando o total de cinco entradas registradas pela cantora e compositora estadunidense de R&B Mariah Carey entre os anos de 1995 à 1998. A faixa também registrou posições favoráveis nas paradas musicais de outros países, como no caso do Canadá, onde chegou a atingir a 8ª posição da Canadian Hot 100. O sucesso comercial da obra rendeu-lhe um disco de ouro nos Estados Unidos, emitido pela Recording Industry Association of America (RIAA) por vendas superiores a 500 mil cópias.
A promoção da canção foi feita por Swift através de uma performance no show televisivo Late Show with David Letterman, e mais tarde, através da inclusão da faixa na setlist da segunda turnê mundial da artista, a Speak Now World Tour (2011-12). Nas performances da música realizadas durante a turnê, um casamento fictício foi organizado no palco para contar a história descrita na letra.

## Antecedentes e lançamento

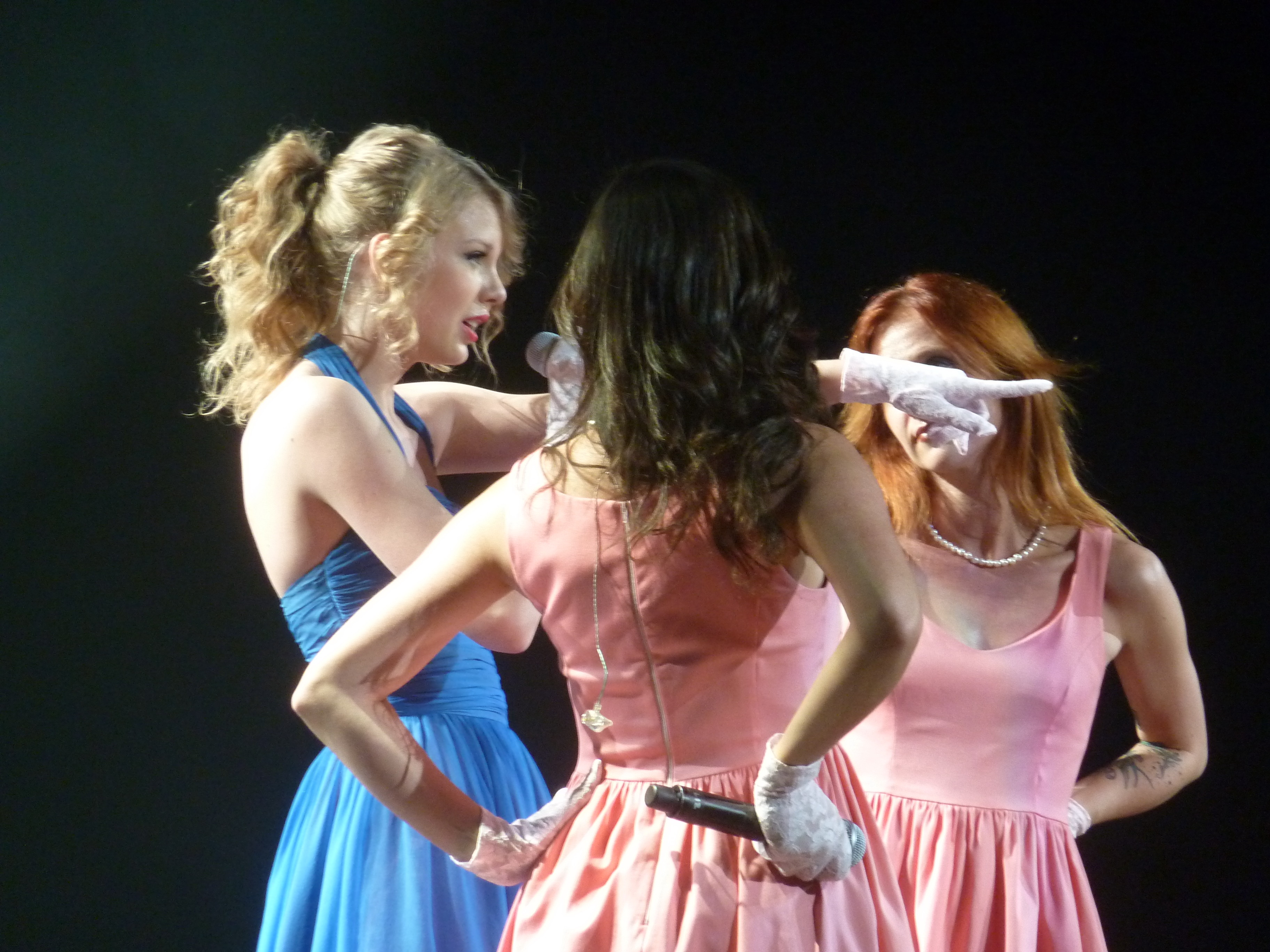
Swift performando "Speak Now" durante uma das apresentações da Speak Now World Tour.

Speak Now foi escrita inteiramente por Swift, assim como todas as demais faixas de seu terceiro álbum de estúdio. A inspiração para sua composição partiu de uma história contada a cantora por uma amiga, que lhe falou sobre um relacionamento que havia tido na época do colegial. Em uma entrevista concedida pela artista, houve a seguinte declaração:
"A canção foi inspirada em uma das minhas amigas. Ela me contou uma história sobre sua paixão de infância. Eles estiveram juntos no colegial e logo depois seguiram por caminhos diferentes [...] Ela veio até mim e me contou que ele estava para se casar. Ele tinha conhecido uma outra garota, que era uma pessoa terrível. Ela fez com que ele parasse de falar com seus amigos, cortasse os laços que tinha com a família e tornou-o isolado. E eu, sem pensar, disse: 'Hã, você vai falar agora?"
A canção foi produzida por Nathan Chapman, que contou com a parceria de Swift. O lançamento da mesma ocorreu em 5 de outubro de 2010, sendo este o primeiro dentre os três single's promocionais divulgados para promover o álbum de mesmo título. A divulgação da faixa foi feita através da parceria entre da artista com a iTunes Store, intitulada Countdown to Speak Now (em tradução livre, "Contagem regressiva para Speak Now"), durante a qual três faixas - uma por semana, antecedendo o lançamento do disco - foram liberadas para download digital pago através da loja virtual.
O título da canção e sua temática lírica levaram Swift a intitular seu terceiro álbum com o mesmo nome, pois segundo ela Speak Now "pertence ao álbum como um conceito e como tema principal da obra", uma vez que cada uma das canções do disco trata-se de "uma confissão para várias pessoas diferentes", com cada uma das letras falando sobre algo que ela gostaria de ter dito no momento em que certos acontecimentos sucederam-se, mas não teve coragem suficiente para falar.
Muitos sites de notícias falaram na época que a Taylor estaria falando de Hayley Williams (vocalista do Paramore) e da relação dela com Josh Farro. 
Porém logo após foi confirmado que a pessoa à qual estava se referindo não era Hayley e sim Abigail, já que Abigail é sim a amiga de infância da Taylor, Hayley não, tanto que ela e Taylor foram ter o primeiro contato apenas em 2008. 
Então a música é sobre Abigail. 

## Composição
"Speak Now" é uma canção derivada do country pop com duração de quatro minutos e dois segundos. Sua composição possui como base principal a música pop intercalada com alguns elementos do country, em um tempo de 120 batidas por minuto. Foi escrita em uma chave de sol maior, com o vocal de Swift alcançando duas oitavas, entre A3 to D5. O instrumental é baseado em guitarra acústica.
Na letra, Swift fala sobre interromper um casamento de um antigo amor para tentar tê-lo de volta, dizendo que ele não é "o tipo de cara que devia se casar com a garota errada". Durante os versos, ela descreve a cena do casamento, como a noiva reclamando com as damas de honra e a pequena família dela vestida em tons pastéis. No refrão, ela imagina que está interrompendo aquele casamento e pedindo que o noivo vá embora com ela, até que acaba o fazendo na ponte. O último refrão é mudado para mostrar que o noivo acaba concordando em desistir.

## Desempenho comercial
Speak Now fez sua estreia na Billboard Hot 100 ocupando o 8º lugar, com vendas iniciais de 217 mil unidades digitais nos Estados Unidos. Com a estreia, Swift tornou-se a artista com o maior número de estreias no top 10 da parada, superando Mariah Carey e seu total de cinco entradas registradas entre 1995 e 1998. A canção permaneceu no Hot 100 durante três semanas, vendendo mais de 500 mil unidades no país após seu lançamento. Tais vendas foram suficientres para que a gravação obtivesse um disco de ouro, emitido pela Recording Industry Association of America (RIAA) graças as vendas superiores a 500 mil cópias.
Ainda em território estadunidense, Speak Now atingiu o posto de número 58 na Hot Country Songs, parada divulgada pela Billboard que registra as canções country mais executadas nas rádios do gênero. No Canadá, a faixa estreou na 8ª posição da Canadian Hot 100, permanecendo na parada durante três de suas edições. Na Austrália, atingiu a 20ª colocação da ARIA Singles Chart. Na Nova Zelândia, chegou até o 34º lugar da RIANZ Singles Chart.

### Posições nas paradas
| País – Parada musical (2010)             | Melhor posição |
| ---------------------------------------- | -------------- |
| Austrália – ARIA Singles Chart           | 20             |
| Canadá – Canadian Hot 100                | 8              |
| Estados Unidos – Billboard Hot 100       | 8              |
| Estados Unidos – Billboard Country Songs | 58             |
| Nova Zelândia – RIANZ Singles Chart      | 34             |

| País (Provedor)       | Certificação | Vendas   |
| --------------------- | ------------ | -------- |
| Estados Unidos (RIAA) | Ouro         | 500.000+ |

## Histórico de lançamento
Speak Now foi distribuída pelas gravadoras Big Machine Records e Universal Music Group no formato de download digital a partir do dia 5 de outubro de 2010, sendo disponibilizada para venda em todo o planeta através da iTunes Store.
| País  | Data                 | Gravadora                    | Formato          |
| ----- | -------------------- | ---------------------------- | ---------------- |
| Mundo | 5 de outubro de 2010 | Big Machine, Universal Music | Download digital |